# Podgora, Straža
Podgora je naselje v Občini Straža. V naselju je del letališča Prečna-Novo mesto.